# شركة روبلوكس
شركة روبلوكس (بالإنجليزية: Roblox Corporation)‏ هي شركة صناعة ألعاب فيديو أمريكية يقع مقرها في سان ماتيو في كاليفورنيا في الولايات المتحدة الأمريكية، وتأسست الشركة في عام 2004 من قبل ديفيد بازوكي وإريك كاسيل بأول تطبيق لها وهو روبلوكس وهي لعبة فيديو مشهورة جدًا اُنتجت في نفس العام واُصدرت في عام 2006، لعبة روبلوكس هو الإنتاج الذي أشتهرت به الشركة، اعتبارًا من 30 يونيو عام 2021، تم توظيف 1234 شخصًا في الشركة وتبلغ إيرادات الشركة 923.9 مليون دولار أمريكي في عام 2020.

## وصلات خارجية
- الموقع الرسمي